# نمایندگان فومن در مجلس مؤسسان
نمایندگان فومن در سه دوره مجلس مؤسسان عبارت بودند (دوره، ۱۳ ه. ش) از:
- عباس اسدی سمیع (دوره۳، ۱۳۴۶ه. ش)
- محمدی انشایی (دوره۱، ۱۳۰۴ ه. ش)
- محمدعلی دادور (عمدة الملک)(دوره۲ ،۱۳۲۸ ه. ش)
- سید یحیی مروستی ندامانی (ناصرالاسلام)(دوره۱، ۱۳۰۴ ه. ش)
- محمدعلی نصرتیان (دوره۲ ،۱۳۲۸ ه. ش)